# Saison 2021 des Giants de New York
Chronologie
Précédent Suivant
La saison 2021 des Giants de New York est la 97e saison de la franchise au sein de la National Football League.
Il s'agit de la 12e saison jouée au MetLife Stadium à East Rutherford dans le New Jersey et la 2e sous la direction de l'entraîneur principal Joe Judge (en) lequel a remplacé Pat Shurmur remercié fin décembre 2019.
La saison 2021 est également la 2e comme titulaire au poste de quarterback de Daniel Jones, celui-ci ayant été acquis au premier tour de la draft 2019.
Les Giants tentent sans succès d'améliorer leur bilan de 6-10 au terme de la saison 2020 et ne se qualifient pas pour la série éliminatoire (dernière participation en 2016). Ils terminent derniers de la Division NFC Est qu'ils n'ont plus remportée depuis la saison 2011.

## Free Agency
Dernière mise à jour le 16 avril 2021

### Giants de 2020
|  | Giants ressigné par les Giants |  | Joueur non ressigné par les Giants |

| Poste | Joueur                | Équipe en 2021                     | Date                   | Contrats                 |
| ----- | --------------------- | ---------------------------------- | ---------------------- | ------------------------ |
| WR    | C. J. Board           | Giants de New York                 | 17 mars 2021           | 1 an, 850 000 $          |
| DB    | Adrian Colbert (en)   | Patriots de la Nouvelle-Angleterre | 20 mai 2021            |                          |
| LB    | Devante Downs (en)    | Giants de New York                 | 19 mars 2021           |                          |
| S     | Nate Ebner            | Giants de New York                 | 7 septembre 2021       |                          |
| LB    | Kyler Fackrell (en)   | Chargers de Los Angeles            | 24 mars 2021           | 1 an, 1,5 million de $   |
| OT    | Cameron Fleming       | Broncos de Denver                  | 20 mai 2021            | 1 an, 1,67 million de $  |
| RB    | Wayne Gallman (en)    | 49ers de San Francisco             | 21 avril 2021          | 1 an, 990 000 $          |
| NT    | Austin Johnson (en)   | Giants de New York                 | 16 mars 2021           | 1 an, 3 millions de $    |
| LS    | Casey Kreiter (en)    | Giants de New York                 | 17 mars 2021           | 1 an, 1,127 million de $ |
| RB    | Dion Lewis            | Retraite de la NFL                 | -                      | -                        |
| LB    | David Mayo            | Washington Football Team           | 18 mars 2021           | 1 an, 990 000 $          |
| QB    | Colt McCoy            | Cardinals de l'Arizona             | 30 mars 2021           | 1 an, 1,212 million de $ |
| RB    | Alfred Morris         | Giants de New York                 | libéré le 16 août 2021 | -                        |
| C     | Spencer Pulley (en)   | Titans du Tennessee                | 30 juillet 2021        | -                        |
| LB    | Jabaal Sheard         | Dolphins de Miami                  | 1er septembre 2021     | -                        |
| NT    | Dalvin Tomlinson (en) | Vikings du Minnesota               | 19 mars 2021           | 2 ans, 22 millions de $  |
| DE    | Leonard Williams      | Giants de New York                 | 18 mars 2021           | 3 ans, 33 millions de $  |

### Joueurs arrivant en 2021
| Poste | Joueur                  | Âge | Équipe en 2020               | Contrat                  |
| ----- | ----------------------- | --- | ---------------------------- | ------------------------ |
| RB    | Devontae Booker (en)    | 28  | Raiders d'Oakland            | 2 ans, 5,5 millions de $ |
| QB    | Mike Glennon            | 31  | Jaguars de Jacksonville      | 1 an, 1,35 million de $  |
| OLB   | Ifeadi Odenigbo (en)    | 26  | Vikings du Minnesota         | 1 an, 2,5 millions de $  |
| WR    | John Ross               | 26  | Bengals de Cincinnati        | 1 an, 2,5 millions de $  |
| FB    | Cullen Gillaspia (en)   | 25  | Texans de Houston            | 1 an, 850 000 $          |
| ILB   | Reggie Ragland (en)     | 27  | Lions de Détroit             | 1 an, 1,127 million de $ |
| WR    | Kenny Golladay          | 28  | Lions de Détroit             | 4 ans, 72 millions de $  |
| CB    | Adoree' Jackson (en)    | 25  | Titans du Tennessee          | 3 ans, 39 millions de $  |
| OLB   | Ryan Anderson (en)      | 26  | Washington Football Team     | 1 an, 1,12 million de $  |
| TE    | Kyle Rudolph            | 31  | Vikings du Minnesota         | 2 ans, 12 millions de $  |
| G     | Zach Fulton (en)        | 29  | Texans de Houston            | 1 an, 1,2 million de $   |
| NT    | Danny Shelton           | 27  | Lions de Détroit             | 1 an, 1,12 million de $  |
| TE    | Cole Hikutini (en)      | 26  | Cowboys de Dallas            | 1 an                     |
| S     | Joshua Kalu (en)        | 25  | Titans du Tennessee          | 1 an                     |
| CB    | Christopher Milton (en) | 28  | Titans du Tennessee          | 1 an, 990 000 $          |
| RB    | Corey Clement           | 26  | Eagles de Philadelphie       | 1 an                     |
| WR    | Kelvin Benjamin         | 30  | Chiefs de Kansas City (2018) | 1 an                     |
| RB    | Ryquell Armstead (en)   | 24  | Jaguars de Jacksonville      | 2 ans, 1,82 million de $ |

### Undrafted Free Agent
| Joueur              | Poste | Université                 |
| ------------------- | ----- | -------------------------- |
| Brett Heggie        | OL    | Gators de la Floride       |
| Jake Burton         | OL    | Bruins de l'UCLA           |
| Raymond Johnson III | DE    | Eagles de Georgia Southern |

## Draft 2021
| Tour | Sélection | Joueur                 | Postes | Universités               |
| ---- | --------- | ---------------------- | ------ | ------------------------- |
| 1    | 20        | Kadarius Toney         | WR     | Gators de la Floride      |
| 2    | 50        | Azeez Ojulari (en)     | LB     | Bulldogs de la Géorgie    |
| 3    | 71        | Aaron Robinson (en)    | CB     | Knights de l'UCF          |
| 4    | 116       | Elerson Smith (en)     | LB     | Panthers de Northern Iowa |
| 6    | 196       | Gary Brightwell (en)   | RB     | Wildcats de l'Arizona     |
| 6    | 201       | Rodarius Williams (en) | CB     | Cowboys d'Oklahoma State  |

## Les résultats

### L'avant saison
| Semaines                                         | Dates   | Heures locales | Adversaires                        | Résultats | Résultats | Lieux               | Résumés NFL.com/Statistiques |
| ------------------------------------------------ | ------- | -------------- | ---------------------------------- | --------- | --------- | ------------------- | ---------------------------- |
| Semaines                                         | Dates   | Heures locales | Adversaires                        | Score     | Bilan     | Lieux               | Résumés NFL.com/Statistiques |
| 1                                                | 14 août | 19:30          | Jets de New York                   | 07 - 12   | 0 - 1     | MetLife Stadium     | Résumé / -                   |
| 2                                                | 22 août | 13:00          | @ Browns de Cleveland              | 13 - 17   | 0 - 2     | FirstEnergy Stadium | Résumé / -                   |
| 3                                                | 29 août | 18:00          | Patriots de la Nouvelle-Angleterre | 20 - 22   | 0 - 3     | MetLife Stadium     | Résumé / -                   |
| Bilan de l'avant-saison : 0 victoire, 3 défaites |         |                |                                    |           |           |                     |                              |

### La saison régulière
Le 30 mars 2020, la NFL annonce qu'à l'avenir, la saison régulière comptera 17 matchs. Pour ce 17e match, les Giants seront opposés aux Dolphins de Miami ayant terminé 2e de la Division AFC Est lors de la saison 2020, qu'ils affronteront en déplacement.
| Catégories                                                                                                   | À domicile                                                        | En déplacement                                                    |
| Adversaires de Division (NFC East)                                                                           | Cowboys de Dallas Eagles de Philadelphie Washington Football Team | Cowboys de Dallas Eagles de Philadelphie Washington Football Team |
| Adversaires de Conférence NFC (NFC South)                                                                    | Falcons d'Atlanta Panthers de la Caroline                         | Saints de La Nouvelle-Orléans Buccaneers de Tampa Bay             |
| Adversaires de Conférence (basé sur le classement de la saison 2020)                                         | Rams de Los Angeles                                               | Bears de Chicago                                                  |
| Adversaire Interconférence (AFC West)                                                                        | Broncos de Denver Raiders de Las Vegas                            | Chiefs de Kansas City Chargers de Los Angeles                     |
| Match additionnel en déplacement (17e) (Adversaire interconférence basé sur le classement de la saison 2020) |                                                                   | Dolphins de Miami                                                 |

Les rencontres de la saison 2021 ont été annoncées le 12 mai.
| Semaine | Date             | Heure locale     | Adversaire                      | Lieu                    | Résultat         | Bilan            | Bilan            | Statistiques/Résumé vidéo |
| ------- | ---------------- | ---------------- | ------------------------------- | ----------------------- | ---------------- | ---------------- | ---------------- | ------------------------- |
| Semaine | Date             | Heure locale     | Adversaire                      | Lieu                    | Résultat         | Division         | Global           | Statistiques/Résumé vidéo |
| 1       | 12 septembre     | 16 h 25          | Broncos de Denver               | MetLife Stadium         | P, 13 - 27       | 0 - 0            | 0 - 1            | Stats. / Résumé vidéo     |
| 2       | 16 septembre     | 20 h 20          | @ Washington Football Team      | FedEx Field             | P, 29 - 30       | 0 - 1            | 0 - 2            | Stats. / Résumé vidéo     |
| 3       | 26 septembre     | 13 h 00          | Falcons d'Atlanta               | MetLife Stadium         | P, 14 - 17       | 0 - 1            | 0 - 3            | Stats. / Résumé vidéo     |
| 4       | 3 octobre        | 13 h 00          | @ Saints de La Nouvelle-Orléans | Caesars Superdome       | G, 27 - 21       | 0 - 1            | 1 - 3            | Stat. / Résumé vidéo      |
| 5       | 10 octobre       | 16 h 25          | @ Cowboys de Dallas             | AT&T Stadium            | P, 20 - 44       | 0 - 2            | 1 - 4            | Stat. / Résumé vidéo      |
| 6       | 17 octobre       | 13 h 00          | Rams de Los Angeles             | MetLife Stadium         | P, 11 - 38       | 0 - 2            | 1 - 5            | Stat. / Résumé vidéo      |
| 7       | 24 octobre       | 13 h 00          | Panthers de la Caroline         | MetLife Stadium         | G, 25 - 3        | 0 - 2            | 2 - 5            | Stats. / Résumé vidéo     |
| 8       | 1er novembre     | 20 h 15          | @ Chiefs de Kansas City         | Arrowhead Stadium       | P, 17 - 20       | 0 - 2            | 2 - 6            | Stats. / Résumé vidéo     |
| 9       | 7 novembre       | 13 h 00          | Raiders de Las Vegas            | MetLife Stadium         | G, 23 - 16       | 0 - 2            | 3 - 6            | Stats. / Résumé vidéo     |
| 10      | Semaine de repos | Semaine de repos | Semaine de repos                | Semaine de repos        | Semaine de repos | Semaine de repos | Semaine de repos | Semaine de repos          |
| 11      | 22 novembre      | 20 h 15          | @ Buccaneers de Tampa Bay       | Raymond James Stadium   | P, 10 - 30       | 0 - 2            | 3 - 7            | Stats. / Résumé vidéo     |
| 12      | 28 novembre      | 13 h 00          | Eagles de Philadelphie          | MetLife Stadium         | G, 13 - 07       | 1 - 2            | 4 - 7            | Stats. / Résumé vidéo     |
| 13      | 5 décembre       | 13 h 00          | @ Dolphins de Miami             | Hard Rock Stadium       | P, 09 - 20       | 1 - 2            | 4 - 8            | Stats. / Résumé vidéo     |
| 14      | 12 décembre      | 16 h 05          | @ Chargers de Los Angeles       | SoFi Stadium            | P, 21 - 37       | 1 - 2            | 4 - 9            | Stats. / Résumé vidéo     |
| 15      | 19 décembre      | 13 h 00          | Cowboys de Dallas               | MetLife Stadium         | P, 06 - 21       | 1 - 3            | 4 - 10           | Stats. / Résumé vidéo     |
| 16      | 26 décembre      | 13 h 00          | @ Eagles de Philadelphie        | Lincoln Financial Field | P, 10 - 34       | 1 - 4            | 4 - 11           | Stats. / Résumé vidéo     |
| 17      | 2 janvier        | 13 h 00          | @ Bears de Chicago              | Soldier Field           | P, 3 - 29        | 1 - 4            | 4 - 12           | Stats. / Résumé vidéo     |
| 18      | 9 janvier        | 13 h 00          | Washington Football Team        | MetLife Stadium         | P, 7 - 22        | 1 - 5            | 4 - 13           | Stats. / Résumé vidéo     |

Note: Les adversaires des matchs de division sont signalés en gras dans le tableau.

## Résumé des matchs

### Las Vegas
| Semaine 10 : Bye Week | Semaine 10 : Bye Week | Semaine 10 : Bye Week | Semaine 10 : Bye Week | Semaine 10 : Bye Week | Semaine 10 : Bye Week | Semaine 10 : Bye Week | Semaine 10 : Bye Week | Semaine 10 : Bye Week | Semaine 10 : Bye Week | Semaine 10 : Bye Week | Semaine 10 : Bye Week | Semaine 10 : Bye Week | Semaine 10 : Bye Week | Semaine 10 : Bye Week |
| --------------------- | --------------------- | --------------------- | --------------------- | --------------------- | --------------------- | --------------------- | --------------------- | --------------------- | --------------------- | --------------------- | --------------------- | --------------------- | --------------------- | --------------------- |

## Les classements 2021
| z             | Champion de division dispensé de wild-card et ayant l'avantage du terrain pendant tous les playoffs de sa conférence |
| y             | Champion de division                                                                                                 |
| w             | Non champion de division, wild-card                                                                                  |
| Couleur verte | Qualifié pour les playoffs                                                                                           |
| Couleur rouge | Éliminé |

### Division NFC Est
| Équipes                  | G  | P  | N | PF/PA     | Div. (G-P) | Conf. (G-P) | Home (G-P) | Away (G-P) | Playoffs |
| ------------------------ | -- | -- | - | --------- | ---------- | ----------- | ---------- | ---------- | -------- |
| Cowboys de Dallas        | 12 | 5  | 0 | 530 - 358 | 6 - 0      | 10 - 2      | 5 - 3      | 7 - 2      | Oui      |
| Eagles de Philadelphie   | 9  | 8  | 0 | 444 - 385 | 3 - 3      | 7 - 5       | 3 - 5      | 6 - 3      | Oui      |
| Washington Football Team | 7  | 10 | 0 | 335 - 434 | 2 - 4      | 6 - 6       | 3 - 5      | 4 - 5      | Non      |
| Giants de New York       | 4  | 13 | 0 | 258 - 416 | 1 - 5      | 3 - 9       | 3 - 5      | 1 - 8      | Non      |

### Conférence NFC
| No                                          | Franchise                     | V  | D  | N | V/D  | Dom | Ext   | Div | Conf | PM  | PE  | Dif  | S  |
| ------------------------------------------- | ----------------------------- | -- | -- | - | ---- | --- | ----- | --- | ---- | --- | --- | ---- | -- |
| Leader de division                          |                               |    |    |   |      |     |       |     |      |     |     |      |    |
| 1                                           | z – Packers de Green Bay      | 13 | 4  | 0 | .765 | 8-0 | 5-4   | 4-2 | 9-3  | 450 | 371 | +79  | 1D |
| 2                                           | y – Buccaneers de Tampa Bay   | 13 | 4  | 0 | .765 | 7-1 | 6-3   | 4-2 | 8-4  | 511 | 353 | +158 | 3V |
| 3                                           | y – Cowboys de Dallas         | 12 | 5  | 0 | .706 | 5-3 | 7-2   | 6-0 | 10-2 | 530 | 358 | +172 | 1V |
| 4                                           | y – Rams de Los Angeles       | 12 | 5  | 0 | .706 | 5-3 | 7-2   | 3-3 | 8-4  | 460 | 372 | +88  | 1D |
| Wild Cards                                  |                               |    |    |   |      |     |       |     |      |     |     |      |    |
| 5                                           | Cardinals de l'Arizona        | 11 | 6  | 0 | .647 | 3-5 | 8-1   | 4-2 | 7-5  | 449 | 366 | +83  | 1D |
| 6                                           | 49ers de San Francisco        | 10 | 7  | 0 | .588 | 4-4 | 6-3   | 2-4 | 7-5  | 427 | 365 | +62  | 2V |
| 7                                           | Eagles de Philadelphie        | 9  | 8  | 0 | .529 | 3-5 | 6-3   | 3-3 | 7-5  | 444 | 385 | +59  | 1D |
| Non qualifiés pour les séries éliminatoires |                               |    |    |   |      |     |       |     |      |     |     |      |    |
| 8                                           | Saints de La Nouvelle-Orléans | 9  | 8  | 0 | .529 | 3-5 | 6-3   | 4-2 | 7-5  | 364 | 335 | +29  | 2V |
| 9                                           | Vikings du Minnesota          | 8  | 9  | 0 | .471 | 5-3 | 3-6   | 4-2 | 6-6  | 425 | 426 | -1   | 1V |
| 10                                          | Washington Football Team      | 7  | 10 | 0 | .412 | 3-5 | 4-5   | 2-4 | 5-6  | 335 | 434 | -99  | 1V |
| 11                                          | Seahawks de Seattle           | 7  | 10 | 0 | .412 | 3-5 | 4-5   | 3-3 | 4-8  | 395 | 366 | +29  | 2V |
| 12                                          | Falcons d'Atlanta             | 7  | 10 | 0 | .412 | 2-6 | 5-4   | 2-4 | 4-8  | 313 | 459 | -146 | 2D |
| 13                                          | Bears de Chicago              | 6  | 11 | 0 | .353 | 3-5 | 3-6   | 2-4 | 4-8  | 311 | 407 | -96  | 1D |
| 14                                          | Panthers de la Caroline       | 5  | 12 | 0 | .294 | 2-6 | 3-6   | 2-4 | 3-9  | 304 | 404 | -100 | 7D |
| 15                                          | Giants de New York            | 4  | 13 | 0 | .235 | 3-5 | 1-8   | 1-5 | 3-9  | 258 | 416 | -158 | 6D |
| 16                                          | Lions de Détroit              | 3  | 13 | 1 | .206 | 3-5 | 0-8-1 | 2-4 | 3-9  | 325 | 467 | -142 | 1V |

## Liens Externes
- (en) Officiel des Giants de New York
- (en) Officiel de la NFL